# Majo saiban
 (juin 2023).
Si vous disposez d'ouvrages ou d'articles de référence ou si vous connaissez des sites web de qualité traitant du thème abordé ici, merci de compléter l'article en donnant les références utiles à sa vérifiabilité et en les liant à la section « Notes et références ».

Majo saiban (魔女狩り, chasse aux sorcières) est un drama (série) policier japonais en dix épisodes, mettant en vedette Toma Ikuta, diffusé d'avril à juillet 2009 sur Fuji TV puis édité en DVD sous-titré en anglais. C'est le premier drama japonais traitant d'un jury populaire, système judiciaire mis en place au Japon durant la diffusion.

## Histoire
Yoshioka Toru, un jeune travailleur à temps partiel est appelé pour devenir juré dans le procès contre une femme surnommé "La sorcière". Cette dernière est accusée de meurtre pour toucher un héritage. Les jurés doivent donc juger si elle est "coupable" ou "non coupable". Mais l'avocat de la mystérieuse femme fait appel à une organisation qui se sert des points faible des jurés - sans jamais céder à la violence - pour leur faire dire "non coupable". Seulement, Toru ne se laissera pas faire et aidera ses compagnons (Watabe Izumi, Mme Pink et Mme Domperie). La fiancée de Toru commence à se poser des questions sur les relations de Toru et Izumi à cause de photographie douteuse. Ce qui donne du fil à retordre pour Toru.

## Distribution
- Toma Ikuta : Yoshioka Toru
- Ai Katō : Watabe Izumi
- Manami Higa : Motomiya Kaori
- Ryohei Suzuki (ja) : KurokawaRyuichi
- Shiori Kutsuna : Kashiwagi Haruka
- Haruka Suenaga : Okudera Rika
- Yasuhi Nakamura : Tatokoro Hideo
- Hatsuo Yamaya : Izutsu Hajime
- Genki Hirakata : Soma Suguru
- Kaori Nakamura : Nedzu Yoshiko
- Jun Matsumoto : Utsumi Nobue
- Kohei Watanabe : Shindo Ryosuke
- Miwako Shishido : Osawa Yoko
- Yuriko Ishida : Kashiwagi Kyoko
- Saori Takizawa : Mizushima Makiko